# David Marshall (homme politique singapourien)
Pour les articles homonymes, voir David Marshall et Marshall.
David Saul Marshall (12 mars 1908 – 12 décembre 1995) est un avocat, homme politique singapourien du Front travailliste (Labour Front). Il est chef du gouvernement (first Chief Minister) de Singapour en 1955.
Il participe aux discussions pour la reddition de la guérilla communiste de Malaya à Bailing, qui se concluent par un échec.
De 1978 à 1993, David Marshall est ambassadeur de Singapour en France, au Portugal, en Espagne et en Suisse.
David Marshall est mort en 1995 d'un cancer des poumons.